# Killing Hasselhoff
Killing Hasselhoff ist eine US-amerikanische Filmkomödie aus dem Jahr 2017. Die Hauptrollen des Films spielen der namensgebende David Hasselhoff und Ken Jeong.

## Inhalt
Chris ist ein verschuldeter Nachtclub-Besitzer. Zusammen mit seinen Kumpels wettet er alljährlich auf den Tod von Prominenten. Wenn David Hasselhoff tatsächlich sterben würde, könnte er so 567.000 Dollar gewinnen und er wäre alle seine Probleme los. Nach einem Brand in seinem Club fasst er tatsächlich den Entschluss, Hasselhoff zu töten. Doch seine Versuche mit Vergiftungen schlagen fehl. Mit einer Waffe versucht er in Hasselhoffs Haus zu gelangen. Hier begegnen ihm aber die Miet-Killer seines Kredithais, die das Geld ebenso einstecken wollen. Chris wird dabei selbst getroffen, nachdem Hasselhoff die Kugeln eines Killers mit seinem Schwert abwehren kann. Zum Schluss entscheidet sich Hasselhoff Chris zu helfen und die Schulden zu begleichen. Gemeinsam singen sie in seinem Nachtclub vor einem begeisterten Publikum.

## Veröffentlichung
Die Produktion von WWE Films, deren deutsche Synchronfassung bei der  Berliner Synchron GmbH Wenzel Lüdecke entstand, wurde im deutschsprachigen Raum am 12. Oktober 2017 direct-to-DVD/BluRay durch Universal Pictures Home Entertainment veröffentlicht.

## Kritik
Sebastian Groß von Moviebreak.de findet: „In kleinen Dosen macht Hasselhoff durchaus Freude. Wenn er aber sein selbstironisches Vergesst-mich-nicht-Getue auf einen ganzen Spielfilm ausweitet, ist das weder komisch, noch originell, sondern in erster Linie einfach nur einfältig und fade.“